# Ega
Ega é uma povoação portuguesa sede da Freguesia de Ega do Município de Condeixa-a-Nova, freguesia com 32,55 km² de área e 2583 habitantes (censo de 2021), tendo, por isso, uma densidade populacional de 79,4 hab./km².
Ega foi vila e sede de concelho entre 1231 e 1835. Este era constituído pelas freguesias de Ega e Furadouro. Tinha, em 1801, 1 899 habitantes.
Em 29 de Janeiro de 1186 o papa Urbano III faz seguir a bula pontifícia Intelleximus ex autentico ao mestre e cavaleiros da Ordem dos Templários para lhes confirmar as igrejas de Ega, Pombal e Redinha, construídas nas terras que lhes doara D. Afonso Henriques e toma-as debaixo da protecção da Santa Sé.

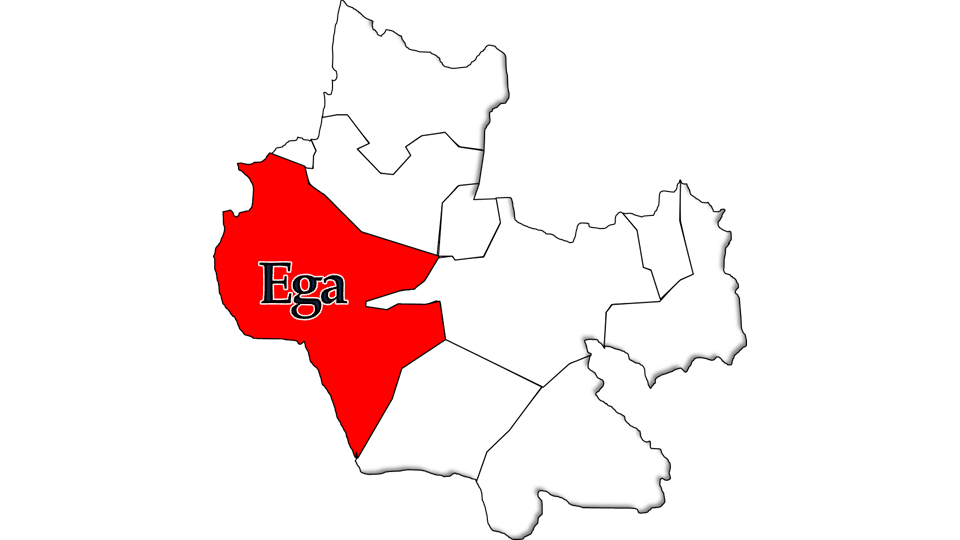
Localização da freguesia no Município de Condeixa-a-Nova

## Demografia
A população registada nos censos foi:
| Distribuição da População por Grupos Etários | Distribuição da População por Grupos Etários | Distribuição da População por Grupos Etários | Distribuição da População por Grupos Etários | Distribuição da População por Grupos Etários |
| -------------------------------------------- | -------------------------------------------- | -------------------------------------------- | -------------------------------------------- | -------------------------------------------- |
| Ano                                          | 0-14 Anos                                    | 15-24 Anos                                   | 25-64 Anos                                   | > 65 Anos                                    |
| 2001                                         | 407                                          | 347                                          | 1506                                         | 622                                          |
| 2011                                         | 389                                          | 278                                          | 1450                                         | 718                                          |
| 2021                                         | 286                                          | 247                                          | 1282                                         | 768                                          |

## Património
- Igreja de Nossa Senhora da Graça (Ega) ou Igreja Matriz de Ega
- Pelourinho de Ega
- Paço dos Comendadores da Ega ou Paço da Ordem de Cristo
- Escola da Água - Centro de Interpretação (Arrifana)